# Chrysopa pleuralis
Chrysopa pleuralis är en insektsart som beskrevs av Banks 1911. Chrysopa pleuralis ingår i släktet Chrysopa och familjen guldögonsländor. Inga underarter finns listade i Catalogue of Life.